# غلفه (زنان)
غُلفَه یا فَنج‌پوش (به انگلیسی: Clitoral hood) یا هود کلیتوریس در آناتومی اندام جنسی زن، چین پوستی است که چوچوله یا کلیتوریس را دربر گرفته و از آن محافظت می‌کند. غلفه به‌عنوان بخشی از لابیا محسوب می‌شود. غلفه شبیه به پوست ختنه‌گاه در آلت تناسلی مرد است. غلفه، مانند پوست ختنه‌گاه مرد، متشکل از بافت موکوکتینیس (muccocutaneous) است. این بافت بین مخاط و پوست است، و ممکن است اهمیت ایمنی‌زایی داشته باشد، زیرا آن‌ها ممکن است یک نقطه از ورود واکسن مخاطی باشد. در برخی موارد بزرگی و ضخامت بیش از حد هود یا کلاهک کلیتوریس سبب کاهش حس جنسی و کاهش ارگاسم می‌گردد که جراحی هودکتومی یا هودوپلاستی انجام می‌شود.

## بافت‌شناسی

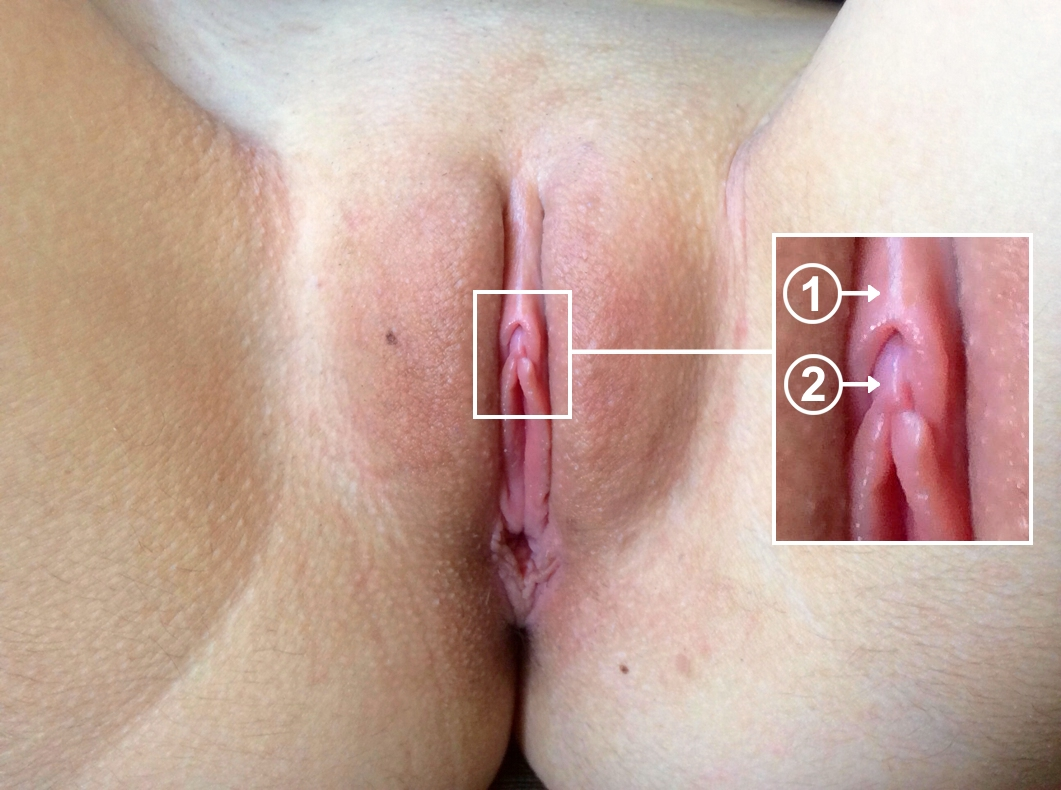
غلفه چوچوله (بالا) و چوچوله (پایین)

غلفه در مرحلهٔ جنینی توسط لایهٔ سلولی تشکیل شده است. این لایهٔ سلولی به‌سمت پایین رشد می‌کند و چوچوله را می‌پوشاند و در نهایت با چوچوله آمیخته می‌شود. غلفه در اندازه، شکل، ضخامت، و زیبایی متفاوت است. در برخی زنان غلفه بزرگ است که به‌طور کامل چوچوله را می‌پوشاند. در دیگر زنان غلفه کوچک‌تر است که طول کامل چوچوله را پوشش نمی‌دهد و چوچوله در معرض تحریک است.

## تحریک
به‌طور معمول، چوچوله به دلیل اعصاب زیاد بیش از حد حساس است، مخصوصاً هنگامی که به‌طور مستقیم مورد تماس واقع شود یا غلفه جمع باشد تحریک می‌شود گاهی زنان برای لذت جنسی غلفه خود را تحریک می‌کنند. در طول تحریک جنسی، غلفه نیز ممکن است در تماس با آلت تناسلی مرد جمع شود. اگر غلفه روغن‌کاری نشود ممکن است زنان در طول تحریک جنسی درد را به جای لذت تجربه کنند.

## تغییرات
تغییرات و اعمال وابسته به چوچوله نادر است. در برخی از فرهنگ‌ها، ختنه زنان (FGM) به عنوان یک آیین برای سرکوب یا کاهش میل جنسی زن انجام می‌شود. عمل جراحی غلفه برای آویزان کردن جواهرات به آن یا برداشتن آن برای افزایش لذت و تماس بیشتر آلت مرد با چوچوله انجام می‌شود.

## جُستارهای وابسته
- دستگاه تناسلی
- کالبد انسان
- بهداشت زنان
- دستگاه تولیدمثل مؤنث